# Amantea (stolica tytularna)
Amantea (łac. Dioecesis Mantheanensis) – stolica historycznej diecezji w Italii, erygowanej w V wieku, a włączonej w roku 1094 w skład diecezji Tropea.
Współczesne miasto Amantea w prowincji Cosenza we Włoszech. Obecnie katolickie biskupstwo tytularne ustanowione w 2018 przez papieża Franciszka.

## Biskupi tytularni
| Lp. | Biskup        | Funkcja             | Od             | Do |
| --- | ------------- | ------------------- | -------------- | -- |
| 1   | Alfred Xuereb | nuncjusz apostolski | 26 lutego 2018 |    |